# En ami
«En ami» (англ. «En Ami») — 15-й эпизод 7-го сезона сериала «Секретные материалы». Премьера состоялась 19 марта 2000 года на телеканале FOX. Эпизод позволяет более подробно раскрыть так называемую «мифологию сериала», заданную в пилотной серии. Режиссёр — Роб Боумен, автор сценария — Уильям Брюс Дэвис, приглашённые актёры — Митч Пиледжи, Уильям Брюс Дэвис, Майкл Шэймус Уайлс, Том Брэйдвуд, Дин Хэглунд, Брюс Харвуд и Луиз Латэм.
Название эпизода представляет собой непереводимую игру слов: по-французски en ami означает как друг, по-дружески, по-английски созвучно enemy — враг.
В США серия получила рейтинг домохозяйств Нильсена, равный 7,5, который означает, что в день выхода серию посмотрели 11,99 миллиона человек.
Главные герои серии — Фокс Малдер (Дэвид Духовны) и Дана Скалли (Джиллиан Андерсон), агенты ФБР, расследующие сложно поддающиеся научному объяснению преступления, называемые Секретными материалами.

## Сюжет
Скалли заинтригована историей внезапно излечившегося от рака мальчика, чьи родители не приемлют врачебного вмешательства по религиозным причинам. Причины оказываются чисто научными, и Скалли, стремясь узнать ответы, соглашается на путешествие с Курильщиком за лекарством от всех болезней.